# Justify My Love
Justify My Love (Оправдай мою любовь) — первый сингл американской певицы Мадонны со сборника лучших песен 1990 года «The Immaculate Collection», вышедший 6 ноября 1990 года под лейблом Sire Records. Он вышел также в формате видеосингла, который стал бестселлером всех времён среди видеосинглов. После выхода сингл занял высшую позицию в рейтинге Billboard Hot 100 и многих других мировых чартов, а также достиг первого места в чарте Billboard Hot Dance Music/Club Play. Сингл занял вторую строчку в чарте UK Christmas с продажами около 230 тысяч копий.

## О песне
Песня была написана Ленни Кравицом, Ингрид Чейвз и Мадонной. Кравиц написал песню для Мадонны, взяв за основу стихотворение Ингрид Чейвз, подруги и протеже певца Принса. Кравиц добавил припев, несколько строчек дописала Мадонна. Первоначально Чейвз не указывалась в авторах и в 1992 году подала на Кравица в суд. Между сторонами было заключено мировое соглашение и соавторство Чейвз было указано в выходных данных сингла.

Вторая версия:
«Justify My Love» был обвинён в плагиате: Мадонна использовала текст попавшегося ей на глаза письма Ингрид Чавез, тогдашней подружки сопродюсера песни Ленни Кравитца, но не упомянула Чавез в авторах. Chicago Sun-Times заклеймила исполнительницу позором «беспрецедентной подлости» воровства песни. Мадонна переписала песню, заменив текст цитатами из Откровения (новая версия песни называется «The Beast Within»), но сразу получила новые обвинения в антисемитизме от Центра Симона Визенталя, которые пришлось опровергать в специальном заявлении. В более поздних изданиях Чавез числилась соавтором. Текст «Justify My Love» о желании заняться любовью и связанные с ним скандалы уязвили авторское тщеславие Чикконе, вчерашнего кумира подростков, чьи творческие поиски впервые завели поп-музыканта на территорию «для взрослых».
Кравиц взял семпл из инструментальной композиции «Security of the First World» группы Public Enemy и положил его в основу песни. В этой песне Мадонна впервые не поёт, а говорит и шепчет. Этот стиль впоследствии вновь использовался ею на заглавном треке альбома «Erotica» и частично в некоторых других. Кравиц также выступил бэк-вокалистом. После выхода сингла распространились слухи о любовном романе между Кравицом и Мадонной, которые, впрочем, Кравиц опровергал.
В 2003 году журнал Q-Magazine призвал поклонников Мадонны выбрать её 20 лучших синглов всех времён, и «Justify my Love» оказался на 12 месте.
Рэпер Mase засемплировал песню в своём альбоме 1999 года Double Up, в песне «Stay Out of My Way». Также песня была перепета рэпером Vita и поп-R&B певицей Ashanti в 2001 году для саундтрека кинофильма «Форсаж». Песня рэпера Jay-Z «Justify My Thug» с его альбома 2003 года The Black Album, — ремейк «Justify My Love». Enigma использовали семпл из «Justify My Love» в ремиксе «Orthodox Remix» сингла 1990 года «Mea Culpa (Part II)». Также существует кавер песни, исполненный Мэрилином Мэнсоном.

## The Beast Within
Композиция «The Beast Within» — самый известный ремикс песни Justify My Love. Текст песни был взят из отрывков последней книги Нового Завета в Библии — Откровение Иоанна Богослова. Мадонна исполнила «The Beast Within» во время турне «The Girlie Show World Tour» в 1993 году и в последующем турне 2004 года «Re-Invention World Tour», где песня «The Beast Within» стала прологом, игравшим среди апокалиптических образов Мадонны в видеоклипах до её выступлений на сцене.

## Музыкальное видео
Несмотря на то, что хит Justify My Love по популярности достигал № 1 в музыкальных чартах, клип на песню Justify My Love стал объектом споров по поводу того, стоит ли его показывать по телевидению. Действие клипа происходит в парижской гостинице, показывая сцены частичной наготы, гомосексуальности, умеренного садомазохизма и других откровенных сексуальных ситуаций. В роли партнёра Мадонны выступил американский актёр и модель Тони Вард. Некоторые из танцовщиц, показанных на видео, также выступали на турне певицы «Blond Ambition World Tour» в 1990 году.

## Запрет на видео
Песня вызвала международную жаркую полемику в связи с появлением видеоклипа на неё, содержащим запретные сексуальные темы. Он даже был запрещён к показу по MTV, что возмутило Мадонну и она выступила на шоу Nightline телеканала ABC с его защитой. Когда Форрест Соайер заметил, что Мадонна от запрета клипа больше получит, чем потеряет, Мадонна улыбнулась и сказала: «Что ж, мне повезло!» (англ. «Well, lucky me!»).
Видеоклип на песню Justify My Love также был запрещён от регулярного показа на MuchMusic в Канаде, хотя противоречие (так же как последующий запрет видео на песни канадской певицы Mitsou) принудило руководство MuchMusic начать показ телевизионного сериала под названием Too Much 4 Much, в котором были показаны спорные видеоклипы, сопровождаемые публичными обсуждениями на их артистическом и культурном контексте.
В середине 2002 года клип на песню Justify My Love был полностью передан на MTV2 как материал специального обратного отсчета для показа самых спорных видеоклипов на MTV. Обратный отсчет этих видеоклипов передавали в эфире исключительно ночью из-за откровенных образов в клипе на песню Justify My Love, а также несколько других видеоклипов на обратном отсчете. Несмотря на споры относительно цензуры, видео достигло #2 на обратном отсчете, как и (Smack My Bitch Up британской группы The Prodigy).

## Чарты и сертификаты
| Чарт (1990/1991)                     | Место |
| ------------------------------------ | ----- |
| Australian Singles Chart             | 4     |
| Austrian Singles Chart               | 9     |
| Canadian Singles Chart               | 1     |
| Dutch Top 40                         | 4     |
| Finland (Suomen virallinen lista)    | 1     |
| French Singles Chart                 | 17    |
| Italian Singles Chart                | 2     |
| New Zealand Singles Chart            | 5     |
| Norwegian Singles Chart              | 3     |
| Spanish Singles Chart                | 3     |
| Swedish Singles Chart                | 8     |
| Swiss Singles Chart                  | 3     |
| UK Singles Chart                     | 2     |
| U.S. Billboard Hot 100               | 1     |
| U.S. Billboard Hot R&B/Hip-Hop Songs | 42    |
| U.S. Billboard Hot Dance Club Play   | 1     |
| U.S. Billboard Top 40 Tracks         | 1     |

| Чарт (1991)            | Место |
| ---------------------- | ----- |
| Italian Singles Chart  | 15    |
| U.S. Billboard Hot 100 | 21    |

| Страна         | Сертификат |
| -------------- | ---------- |
| Канада         | золотой    |
| Великобритания | серебряный |
| США            | платиновый |

## Список композиций американского CD-сингла
1. Q-Sound Mix (Immaculate Collection version) 5:00
2. Orbit 12" Mix 7:19
3. Hip Hop Mix 6:35
4. Express Yourself (Shep’s Spressin' Himself Remix) 9:33
5. The Beast Within Mix 6:13